# Mojzesovo
Mojzesovo (Hongaars:Özdöge) is een Slowaakse gemeente in de regio Nitra, en maakt deel uit van het district Nové Zámky.
Mojzesovo telt 1380 inwoners.